# Řecko na Letních olympijských hrách 1956
Řecko se účastnilo Letní olympiády 1956 v australském Melbourne. Zastupovalo ho 13 sportovců (13 mužů a 0 žen) v 5 sportech.

## Medailisté
| Medaile | Jméno             | Sport    | Soutěž           |
| ------- | ----------------- | -------- | ---------------- |
| Bronz   | Georgios Roubanis | Atletika | Muži skok o tyči |